# Friedel Schicks
Friedel Schicks (* 16. September 1928 in Hardt, heute Mönchengladbach; † 2. April 2022 in Wunstorf) war ein deutscher Fußballspieler, der bei den Vereinen Borussia Mönchengladbach und  Hannover 96 in den Oberligen West beziehungsweise Nord von 1950 bis 1963 insgesamt 260 Ligaspiele in der damaligen Erstklassigkeit absolviert und als Außenläufer beziehungsweise Halbstürmer 25 Tore erzielt hat. Der Mittelfeldspieler wurde am 21. November 1956 einmal in der B-Nationalmannschaft des DFB im Länderspiel gegen die Schweiz eingesetzt. Zusätzlich hat Schicks in seiner Gladbacher Zeit in der 2. Liga West 1949/50 und 1951/52 weitere 55 Ligaspiele mit zwei Toren absolviert und dabei jeweils den Aufstieg in die Oberliga West gefeiert.

## Vereine

### Borussia Mönchengladbach, 1949 bis 1956
Mit dem CfR Hardt, im Mönchengladbacher Stadtteil Hardt beheimatet, spielte der 20-jährige Schicks in der Saison 1948/49 im Bezirk linker Niederrhein, in der Bezirksklasse Gruppe 3 und erreichte die Vizemeisterschaft. Die lokale Nummer 1, Borussia Mönchengladbach, qualifizierte sich durch den vierten Rang in der Landesliga Niederrhein für die neu ab der Saison 1949/50 startende 2. Liga West und Mittelfeldspieler Schicks schloss sich der Borussia an. Im damals im DFB-Bereich üblichen WM-System debütierte Schicks am 11. September 1949 als rechter Außenläufer bei einem 1:1-Heimremis gegen Alemannia Gelsenkirchen in der 2. Liga West. Am Rundenende hatte der Neuzugang aus Hardt 29 Ligaspiele absolviert und BMG stieg als Vizemeister unter dem Trainergespann Heinz Ditgens und Heinz Pohl in die erstklassige Fußball-Oberliga West auf.
Nach einem Entscheidungsspiel am 6. Mai 1951 gegen Alemannia Aachen, Schicks lief als Außenläufer auf, welches das Team von Trainer Werner Sottong mit 1:5 in Köln verlor, stieg die Borussia umgehend in die 2. Liga West ab. In 30 Oberligaeinsätzen hatte Schicks zwei Tore erzielt. Unter Spielertrainer Fritz Pliska glückte 1951/52 mit dem Meisterschaftserfolg die sofortige Oberligarückkehr. Schicks hatte dabei an der Seite von Mitspielern wie Paul Winkler, Willi Wicken und Torjäger Heinrich Schaffers (17 Tore) in 27 Ligaspielen drei Tore erzielt. Danach folgten vier Runden im unteren Mittelfeld der Tabelle, wo sich Schicks als „fleißiger und unauffälliger Teamspieler auszeichnete, dessen Wert aber in erster Linie die Trainer zu schätzen wussten“. Als in der Saison 1955/56 der zukünftige Nationalstürmer Albert Brülls sein Oberligadebüt gegeben hatte und Schicks im Mittelfeld in 21 Ligaspielen vier Tore erzielte und die Borussia den 11. Rang belegt hatte, nahm der Mann aus Hardt zur Saison 1956/57 das Angebot von Hannover 96 aus der Oberliga Nord an und wechselte nach Niedersachsen. In der Gladbacher Chronik wird Schicks mit 137 Oberligaeinsätzen (15 Tore) und 55 Zweitligaspiele (3 Tore) von 1949 bis 1956 geführt.

### Hannover 96, 1956 bis 1964
Bei den Roten von Hannover 96 absolvierte der Neuzugang aus Mönchengladbach in der Saison 1956/57 alle 30 Ligaspiele und erzielte drei Tore. Sein Debüt in der Oberliga Nord gab Schicks am 19. August 1956 bei einem 5:1-Heimerfolg gegen den VfL Wolfsburg. Er spielte auf Halblinks an der Seite von Mittelstürmer Hans Tkotz und Rechtsaußen Heinz Wewetzer. Das Team von Trainer Helmut Kronsbein erreichte am Rundenende hinter Serienmeister Hamburger SV und Vizemeister Holstein Kiel den 3. Rang. Bis zum Ende der erstklassigen Oberliga Nord, 1962/63, kam Sechsundneunzig nie mehr so nahe an die Spitzenplätze heran. Der fünfte Rang 1960/61 war danach die beste Platzierung. Mit dem Einsatz am 29. April 1963, am 30. Spieltag, bei Meister Hamburger SV, endete das Kapitel der erstklassigen Oberliga Nord. Schicks bildete dabei mit Rechtsaußen Fred Heiser den rechten Flügel und erzielte in der 70. Minute das letzte Oberligator für Hannover 96. Die Roten belegten den neunten Rang und wurden nicht für die ab 1963/64 startende Fußball-Bundesliga nominiert. Für Hannover bestritt Schicks 123 Spiele in der Oberliga Nord.
Der alte Meistertrainer Kronsbein kehrte wieder zu Sechsundneunzig zurück, als Neuzugänge kamen Torhüter Horst Podlasly und die zwei Angreifer Werner Gräber und Walter Rodekamp für die erste Saison in der zweitklassigen Fußball-Regionalliga Nord hinzu. Der 35-jährige Senior Schicks bestritt bei der Vizemeisterschaft 1963/64 nochmals neun Ligaspiele für Hannover 96. Sein letztes Pflichtspiel absolvierte der Senior am 15. März 1964 auf Halbrechts beim 2:0-Auswärtserfolg gegen den VfL Oldenburg. In der erfolgreichen Aufstiegsrunde zur Bundesliga nahm er im Juni 1964 nicht mehr teil. Im Sommer 1964 beendete er seine langjährige Spielerlaufbahn.

### Auswahlspiele, 1956 bis 1958
Nach dem überraschenden Gewinn der Fußball-Weltmeisterschaft 1954 in der Schweiz verlor die A-Nationalmannschaft am 26. September 1954 in Brüssel das erste Länderspiel nach dem Turnier nach schwacher Leistung mit 0:2 gegen Belgien. Vor dem nächsten Länderspiel am 16. Oktober in Hannover gegen Frankreich nominierte Bundestrainer Sepp Herberger mit Michael Pfeiffer, Franz Islacker, Klaus Stürmer, Uwe Seeler und Friedel Schicks deshalb fünf Neulinge in den Kader der A-Nationalmannschaft. Stürmer, Islacker und Seeler debütierten bei der 1:3-Niederlage gegen Frankreich, Pfeiffer beim nächsten Länderspiel am 1. Dezember in London gegen England (1:3). Lediglich der Gladbacher Schicks blieb ohne A-Länderspieleinsatz. Nach dem Frankreichspiel führte der Bundestrainer vom 22. bis 29. November in der Sportschule Grünberg einen Sichtungs- und Schulungslehrgang durch. Schicks nahm daran im Läuferaufgebot neben Spielern wie Gerhard Harpers, Richard Gottinger, Karl Mai, Gerhard Bergner und Karl-Heinz Metzner teil. Zum endgültigen Aufgebot für das Länderspiel am 1. Dezember in London gegen England gehörte der damalige Gladbacher aber nicht.
Nach seinem Wechsel zu Hannover 96 spielte er am 11. August 1956 in der Auswahl von Norddeutschland in Hannover vor 52.000 Zuschauer im Repräsentativspiel gegen Westdeutschland (4:3). Am 18. November verlor Schicks mit Hannover 96 das Ligaspiel mit 0:2 bei Bremerhaven 93 und wurde drei Tage später, am 21. November, beim 2:1-Sieg der deutschen B-Nationalmannschaft beim Länderspiel in Zürich gegen die Schweiz eingesetzt. Gleichzeitig verlor die A-Nationalmannschaft in Frankfurt am Main das Länderspiel gegen die Eidgenossen mit 1:3. Danach endeten die Berührungspunkte von Schicks mit den Auswahlteams.